# Coppa Suruga Bank 2008
La Coppa Suruga Bank 2008 è stata la prima edizione della Coppa Suruga Bank. Si è svolta il 30 luglio 2008, in gara unica, tra il Gamba Osaka (vincitore della Coppa J. League 2007) e l'Arsenal de Sarandí (vincitore della Copa Sudamericana 2007), e ha visto la vittoria di quest'ultima per 1-0, con gol segnato su colpo di testa da Carlos Casteglione.

## Finale
| Arbitro: | Liang Zhao |

|  |           |                 |
|  | Marcatori | 87’ Casteglione |

| Gamba Osaka | Arsenal |